# Giorgio Favaro
Pour les articles homonymes, voir Favaro.
Giorgio Favaro, né le 5 janvier 1944 à San Giorgio in Bosco en (Vénétie) et mort le 8 décembre 2002 à Mornago (Lombardie), est un coureur cycliste italien, professionnel de 1966 à 1975.

## Palmarès

### Palmarès amateur
- 1965
  - 2e du championnat d'Italie sur route amateurs
  - 3e du Giro della Sila
- 1966
  - 1rea (contre-la-montre par équipes) et 9e étapes du Tour de l'Avenir
  - 2e du Giro delle Antiche Romagne

### Palmarès professionnel
| - 1967 - 2e du Grand Prix Robbiano - 3e du Grand Prix de Montelupo - 3e du Tour de Romagne - 1968 - 5e étape de Tirreno-Adriatico - 1969 - Tour de Toscane | - 1971 - 3e du Tour des trois provinces - 3e du Tour du Piémont - 5e du Tour de la Nouvelle-France - 1972 - 4e étape du Tour de Romandie |

## Résultats sur les grands tours

### Tour d'Italie
9 participations
- 1967 : 57e
- 1968 : abandon
- 1969 : 76e
- 1970 : abandon
- 1971 : 71e
- 1972 : abandon
- 1973 : 87e
- 1974 : 83e
- 1975 : 57e